# Orest Awdykowski
Orest Arsenowycz Awdykowski (ukr. Орест Арсенович Авдиковський, ur. 23 kwietnia 1843 w Podusowie, zm. 10 sierpnia 1913 we Lwowie) – ukraiński pisarz i publicysta orientacji moskalofilskiej w Galicji.
Urodził się w rodzinie duchownego unickiego. Ukończył studia prawnicze Uniwersytetu Lwowskiego. Wśród jego powieści wyróżniały się "Huculka", "Z zapisków starego kapitana", "Pogrzeb cygański" i "Wujek Foma". 